# Coniocompsa forticata
Coniocompsa forticata är en insektsart som beskrevs av C.-k. Yang och Liu 1999. Coniocompsa forticata ingår i släktet Coniocompsa och familjen vaxsländor. Inga underarter finns listade i Catalogue of Life.